# Daniel Pudil
Daniel Pudil (Praga, República Txeca, 27 de setembre de 1985), és un futbolista txec. Juga de migcampista i el seu actual equip és el Watford Football Club de la Premier League d'Anglaterra.

## Biografia
Pudil va començar jugant en el FK Chmel Blšany. El 2004 fitxa pel FC Slovan Liberec, equip amb el qual debuta en la Gambrinus lliga. Amb aquest club aconsegueix el seu primer títol de Lliga el 2006.
El 2007 fitxa per l'Slavia Praga, amb el qual es proclama campió de Lliga el 2008.
Al mercat d'hivern de 2012 fitxa pel Granada CF de la Primera divisió d'Espanya, i el cedeixen fins a juny. A primers de juliol, just abans d'incorporar-se a la pretemporada amb l'equip granadí, el decideixen tornar a cedir fins al 2013 al Watford Football Club anglès.

### Internacional
Ha estat internacional amb la Selecció de futbol de la República Txeca, ha jugat 27 partits internacionals i ha marcat 2 gols.

## Clubs
| Club                              | País            | Any       |
| --------------------------------- | --------------- | --------- |
| FK Chmel Blšany                   | República Txeca | 2003-2004 |
| FC Slovan Liberec                 | República Txeca | 2004-2007 |
| Slavia Praga                      | República Txeca | 2007-2008 |
| Racing Genk                       | Bèlgica         | 2008-2011 |
| Associazione Calcio Cesena        | Itàlia          | 2012      |
| Watford FC                        | Anglaterra      | 2012-2015 |
| Sheffield Wednesday Football Club | Anglaterra      | 2015-2016 |
| Watford FC                        | Anglaterra      | 2016-act  |

## Títols
- 2 Lligues (FC Slovan Liberec, 2006 i Slavia Praga, 2008).